# Gongseng (Megaluh)
Gongseng is een bestuurslaag in het regentschap Jombang van de provincie Oost-Java, Indonesië. Gongseng telt 3158 inwoners (volkstelling 2010).